# Кроненветтер (Вісконсин)
Кроненветтер (англ. Kronenwetter) — селище (англ. village) в США, в окрузі Марафон штату Вісконсин. Населення — 8353 особи (2020).

## Географія
Кроненветтер розташований за координатами 44°49′14″ пн. ш. 89°35′20″ зх. д. / 44.82056° пн. ш. 89.58889° зх. д. (44.820511, -89.588785).  За даними Бюро перепису населення США в 2010 році селище мало площу 134,85 км², з яких 133,91 км² — суходіл та 0,93 км² — водойми.

## Демографія
Згідно з переписом 2010 року, у селищі мешкало 7210 осіб у 2652 домогосподарствах у складі 2069 родин. Густота населення становила 53 особи/км².  Було 2810 помешкань (21/км²).
Расовий склад населення:
| - 94,5 % — білих - 3,7 % — азіатів - 0,3 % — корінних американців - 0,3 % — чорних або афроамериканців |

До двох чи більше рас належало 0,7 %. Частка іспаномовних становила 1,4 % від усіх жителів.
За віковим діапазоном населення розподілялося таким чином: 26,9 % — особи молодші 18 років, 62,9 % — особи у віці 18—64 років, 10,2 % — особи у віці 65 років та старші. Медіана віку мешканця становила 37,3 року. На 100 осіб жіночої статі у селищі припадало 101,5 чоловіків;  на 100 жінок у віці від 18 років та старших — 100,3 чоловіків також старших 18 років.
Середній дохід на одне домашнє господарство  становив 82 485 доларів США (медіана — 78 000), а середній дохід на одну сім'ю — 89 281 долар (медіана — 86 089). Медіана доходів становила 50 588 доларів для чоловіків та 35 234 долари для жінок. За межею бідності перебувало 6,3 % осіб, у тому числі 7,4 % дітей у віці до 18 років та 5,7 % осіб у віці 65 років та старших.
Цивільне працевлаштоване населення становило 4314 осіб. Основні галузі зайнятості: освіта, охорона здоров'я та соціальна допомога — 21,6 %, виробництво — 21,1 %, роздрібна торгівля — 12,2 %, мистецтво, розваги та відпочинок — 10,0 %.